# Kliplev (plaats)
Kliplev is een plaats in de Deense regio Zuid-Denemarken. Het dorp ligt in de gemeente Aabenraa. In 2007 telde het 1205 inwoners.

## Verbindingen
Kliplev ligt aan de E45 die van de Deense grens naar Aarhus en Aalborg loopt. Sinds 2012 sluit direct ten noorden van het dorp de Sønderborgmotorvejen aan op de E45. Het dorp heeft tevens een spoorwegstation aan de lijn van Sønderborg naar Tinglev